# Apomys iridensis
Apomys iridensis és una espècie de mamífer rosegador de la família dels múrids. És endèmic de l'illa de Luzon (Filipines). Té una llargada total de 274-310 mm, la cua de 132-157 mm, els peus de 35-40 mm, les orelles de 19-21 mm i un pes de fins a 104 g. El pelatge dorsal és marró fosc, mentre que el ventral és gris. El seu nom específic, iridensis, significa ‘de l'Irid’ en llatí.